# Provincia di Qom
La provincia di Qom (in persiano: استان قم) è una delle trentuno province dell'Iran. Si trova nel nord del Paese ed il centro amministrativo è Qom.
È stata creata con una scissione della provincia di Teheran nel 1995. La regione ha un solo shahrestān, lo shahrestān di Qom.
| Mappa                                                              | Provincia (shahrestan) | Riferimenti   | Circoscrizioni (bakhsh) | Capoluogo |
| ------------------------------------------------------------------ | ---------------------- | ------------- | ----------------------- | --------- |
|                                                                    |                        |               |                         |           |
| Qom                                                                | Q                      | Centrale      | Qom                     |           |
| Qom                                                                | j                      | Ja'farabad    | Qom                     |           |
| Qom                                                                | kh                     | Khalajestan   | Qom                     |           |
| Qom                                                                | n                      | Nofel Loshato | Qom                     |           |
| Qom                                                                | s                      | Salafchegan   | Qom                     |           |
| Province confinanti: E: Esfahan, M: Markazi, S: Semnan, T: Teheran |                        |               |                         |           |